# Taractichthys steindachneri
Taractichthys steindachneri es una especie de peces de la familia Bramidae en el orden de los Perciformes.

## Distribución geográfica
Se encuentra desde el África Oriental hasta California (Estados Unidos).